# Israel Security Forces
Israel Security Forces (Hebraisk: מערכת הביטחון) er flere organisationer, som samlet er ansvarlige for staten Israels sikkerhed. Organisationerne er uafhængige, men samarbejder med hinanden. Listen inkluderer militær, efterretningstjenester, politi, offentlige repræsentanter og sågar humanitære hjælpeorganisationer, styret af civile, men assisteret af staten Israel.
Israelske statsborgere er påkrævet at aftjene værnepligt, for mænds vedkommende 36 måneders og for kvinders 21 måneder, i de militære tjenester. Religiøse kvinder vælger ofte en alternativ løsning, (Sheirut Leumi). Mange religiøse mænd følger Hesder programmet, som tillader dem at forsætte deres Torah studium – aftjenende 1½ år i den militære gren af forsvaret, Israel Defense Forces (IDF) og derefter 2½ år i en Yeshiva. Israelske arabere har som hovedregel ikke værnepligt, men kan melde sig frivilligt. Visse arabiske beduinstammer er dog underlagt værnepligt efter ønske fra sine ledere, som drusere.

## Israel Defense Forces
Uddybende artikel: Israel Defense Forces
Israel Defense Forces (IDF) er den direkte militære gren af Israel Security Forces til beskyttelse af Israel mod fremmede hære og terrorister. Dette indbefatter foruden landstyrker (hæren) også:
- Heyl Ha'Avir – flystyrker
- Heyl Ha'Yam – flådestyrker
- Sayeret – eliteenheder
- Aman – militær efterretningstjeneste

## Israel Police
Uddybende artikel: Israel Police
Israel Police er den civile politistyrke, som på højde med andre politistyrker bekæmper kriminalitet, kontrollerer trafikken og sørger for offentlig sikkerhed.
- Israel Border Police – Kampenhed under politiet. De bliver trænet af IDF, men tjener under politiet. De er typisk brugt på Vestbredden, på landet, og ved Israels grænser.
- Yaman (Special Police Unit) og Yassam (Special Patrol Unit) – Begge elite-antiterror enheder.
- Civil Guard – En frivillig organisation af borgere, som hjælper politiet i det daglige arbejde. Medlemmer trænes til midlertidig håndtering af krisesituationer indtil politiet ankommer. De frivillige er udstyret med en M4 Carbine eller personlige håndvåben.

## Israel Intelligence Community
Uddybende artikel: Israel Intelligence Community
- Shabak (tidligere Shin Bet) – Beskyttelse af ministre og højtstående embedsmænd (som præsidenten og højtstående politifolk), forebygge voldelige sammenstød, indsamling af efterretninger og søgen efter terroristceller samt forhindre dem i at udøve skade.
- Mossad – Den hemmelige efterretningstjeneste med ansvar for indsamling af efterretninger, hemmelige missioner (herunder paramilitære aktiviteter og snigmord) og kontraterrorisme. De fokuserer typisk på de arabiske lande og organisationer rundt om i verdenen.
- Aman – Det militære efterretningsdirektorat, som operativt ligger hos IDF.

## Israels redningstjenester
- Magen David Adom – Humanitær hjælpeorganisation anerkendt af Røde Kors.
- Israel Home Front Command – Militær redningstjeneste, som hjælper ved store civile katastrofer, såsom jordskælv, sammenfaldne bygninger og missilangreb.
- ZAKA – Frivillig organisation, som påtager sig opgaven at indsamle menneskerester efter katastrofer og give dem en ordentlig begravelse, venner som fjender.
- Unit 669 – helikopterbårne redningstjeneste.

## Andre organisationer
- Israel Prison Service – Varetager bevogtningen af fanger og sikrer at de ikke stikker af.
- Knesset Guard – Organisation, som står for sikkerheden ved det israelske parlament, Knesset. De har også en ceremoniel rolle, som kendt fra Den Kongelige Livgarde i Danmark.